# Star Trek: Lower Decks
Star Trek: Lower Decks, nota nel fandom anche con l'acronimo LD, LDS o LWD, è una serie televisiva animata di fantascienza del 2020, appartenente al franchise di Star Trek e ambientata nel XXIV secolo, nell'era The Next Generation.
Seconda serie animata dopo Star Trek del 1973, è la nona serie complessiva del franchise o la decima, se si conta anche la serie antologica di cortometraggi Star Trek: Short Treks.
Si compone di 40 episodi trasmessi dal 2020 da CBS All Access.
Le prime due stagioni in italiano furono trasmesse su Amazon Prime Video a partire dal 22 gennaio 2021; le ultime tre su Paramount+.
La produzione della serie iniziò a giugno del 2018, quando Mike McMahan si unì allo staff in qualità di creatore e showrunner entro ottobre, quando la serie viene ordinata per due stagioni da All Access. Lo studio di animazione Titmouse inizia a lavorare alla serie il febbraio seguente, mentre il cast principale viene annunciato nel luglio del 2019. La produzione delle prime due stagioni è slittata a marzo 2020 a causa della pandemia di COVID-19.
Dal 10 agosto 2021 viene pubblicata su Instagram la serie di cortometraggi spin-off Star Trek: Discovery Logs.

## Trama
La serie è ambientata nell'anno 2380, 16 anni dopo l'inizio delle missioni dell'Enterprise D e un anno dopo gli avvenimenti di Star Trek - La nemesi. Narra le avventure dell'astronave della Flotta Stellare USS Cerritos, un'astronave di minore importanza rispetto alle altre apparse nelle serie di Star Trek, destinata a operazioni di routine come il "secondo contatto" con nuove specie incontrate dalle altre astronavi della Federazione. La storia si concentra principalmente non sulle figure che occupano il ponte di comando dell'astronave, che appaiono come personaggi di secondo piano, ma su quelle di quattro membri dell'equipaggio dei "ponti inferiori" (in inglese lower decks), i guardiamarina: Beckett Mariner, Brad Boimler, D'Vana Tendi e Samanthan Rutherford.

## Episodi
| Stagione         | Episodi | Pubblicazione |
| ---------------- | ------- | ------------- |
| Prima stagione   | 10      | 2020          |
| Seconda stagione | 10      | 2021          |
| Terza stagione   | 10      | 2022          |
| Quarta stagione  | 10      | 2023          |
| Quinta stagione  | 10      | 2024          |

## Personaggi e interpreti

I quattro protagonisti della serie animata: Samanthan Rutherford, Beckett Mariner, D'Vana Tendi e Brad Boimler

- Beckett Mariner (stagioni 1-5), doppiata da Tawny Newsome nella versione originale, da Gaia Bolognesi (stagioni 1-2; stagione 3, episodi 6-10) e Sara Crestini (stagione 3, episodi 1-5; stagioni 4-5) in quella italiana.[11][12]
Umana, guardiamarina. È la figlia del capitano della Cerritos Carol Freeman, ma la notizia viene da entrambe tenuta nascosta all'equipaggio della nave per tutta la prima stagione. Viene rivelata accidentalmente solamente nell'ultima puntata per opera del guardiamarina Boimler. Mariner è un'addetta ai ponti bassi scapestrata e che non sta alle regole della flotta, sempre presa dai suoi traffici di contrabbando. Non mira a salire di grado ed è felice di lavorare nei "ponti bassi". Prima della Cerritos ha lavorato su Deep Space Nine. Lo showrunner Mike McMahan ha confessato in un'intervista di aver preso spunto per il nome da sua sorella, Beckett Mariner McMahan.[13]
- Brad Boimler (stagioni 1-5), doppiato da Jack Quaid nella versione originale e da Flavio Aquilone in quella italiana.[11][12]
Umano, Boimler è un guardiamarina modello, attento e preciso nello svolgere i suoi compiti e mira a salire di grado fino a raggiungere la plancia, ottenendo però spesso l'effetto contrario. Alla fine della prima stagione viene trasferito sulla USS Titan capitanata da William Riker, dove in seguito a un problema con il teletrasporto si creerà un suo duplicato che verrà rimandato sulla USS Cerritos, mentre l'altro rimarrà sulla Titan assumendo il nome di William Boimler.
- D'Vana Tendi (stagioni 1-5), doppiata da Noël Wells nella versione originale e da Joy Saltarelli in quella italiana.[11][12]
Orioniana, il guardiamarina Tendi è l'ultima salita a bordo della Cerritos e lavora in infermeria con la dottoressa T'Ana. È sempre entusiasta e felice di svolgere le sue mansioni nei "ponti bassi".
- Samanthan Rutherford (stagioni 1-5), doppiato da Eugene Cordero nella versione originale e da Gabriele Patriarca in quella italiana.[11][12]
Umano potenziato, il guardiamarina Rutherford lavora nel reparto ingegneria della nave. È spesso vittima di disavventure dovute al malfunzionamento dei suoi impianti cibernetici.

## Produzione

### Sviluppo

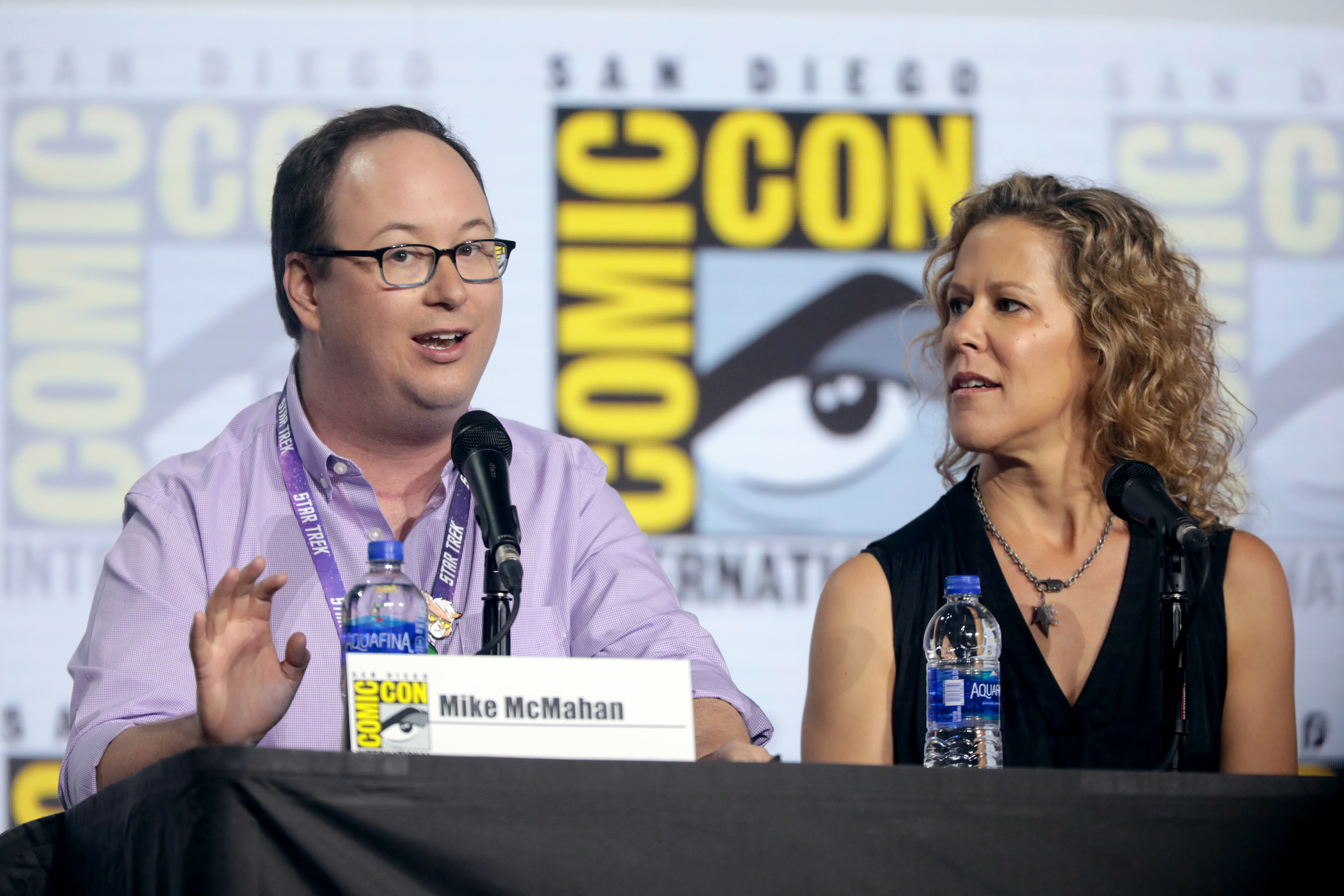
I due showrunner della serie, Mike McMahan e Heather Kadin

Nel giugno del 2018, dopo essere divenuto l'unico showrunner della serie televisiva live-action Star Trek: Discovery, Alex Kurtzman firma un contratto di cinque anni con la CBS Television Studios così da espandere il franchise di Star Trek, oltre Discovery, con nuove serie, miniserie e serie animate. Durante lo sviluppo della serie animata, Aaron Baiers, della casa di produzione Secret Hideout, porta Mike McMahan (già capo sceneggiatore della popolare serie animata Rick and Morty) nello staff della produzione. Kurtzman viene favorevolmente impressionato dall'amore dimostrato da McMahan per Star Trek e per una serie che segua "il personale che cambia la cartuccia del giallo nel replicatore di cibo così che una banana possa uscirne". La serie viene proposta a diverse piattaforme e network prima di essere presa da CBS All Access, il servizio di streaming che distribuisce anche Discovery. Lower Decks è la prima serie animata originale proposta dal servizio.
Il 25 ottobre 2018 All Access ordina ufficialmente due stagioni della serie animata intitolata Star Trek: Lower Decks. McMahan viene assunto come creatore, sceneggiatore e produttore esecutivo della serie accanto a Kurtzman, a Heather Kadin della Secret Hideout, Rod Roddenberry (figlio del creatore di Star Trek Gene Roddenberry e della di lui moglie Majel Barrett) e di Trevor Roth della Roddenberry Entertainment, oltre ala produttrice Katie Krentz della neo costituita CBS Eye Animation Productons. Star Trek: Lower Decks è la prima serie animata del franchise dalla serie Star Trek del 1973-74. Nel gennaio 2019 Kurtzman afferma che la serie non sarebbe stata una versione di "Rick and Morty nell'universo di Star Trek" e avrebbe avuto il proprio tono ma sarebbe stata obliqua e adulta. In luglio McMahan annuncia che la prima stagione di Lower Decks sarebbe stata costituita di 10 episodi e sarebbe stata resa disponibile nel 2020.
Alla fine del marzo 2020, a causa della pandemia di COVID-19, il lavoro sulla serie è costringe lo staff a lavorare da casa in remoto. In maggio McMahan afferma che l'animazione è "particolarmente adatta per questo momento" poiché gli animatori possono continuare a lavorare alla serie da casa. In luglio All Access programma la serie per essere trasmessa in anteprima nell'agosto 2020.

### Sceneggiatura
La serie si sarebbe dovuta concentrare sull'equipaggio di supporto di un'astronave della Flotta Stellare, i membri appartenenti cioè ai ranghi inferiori, anziché, come sempre avvenuto nelle altre serie del franchise, su quello della plancia. La storia è ambientata nell'anno 2380, un anno dopo gli eventi del film Star Trek - La nemesi (2002), a bordo dell'astronave U.S.S. Cerritos. Parlando della direzione da dare alla serie nel giugno del 2019, Kurtzman l'ha definita una "lettera d'amore" a Star Trek appropriata per un pubblico compreso tra gli "11 e i 70 anni". Ha spiegato che ciò che normalmente rappresenterebbe la storia principale di un episodio di Star Trek, in questa serie avviene invece sullo sfondo della storia dei "ponti inferiori", cioè che "sta succedendo una cazzata enorme, pazza, pazza, in sottofondo, e questo è marginale rispetto alla storia su cui ti stai concentrando", che secondo lui avrebbe reso la serie unica all'interno del franchise. Mettendo assieme il gruppo di scrittori della serie, McMahan ha voluto arruolare scrittori provenienti da diversi background comici e con diversi livelli di interesse in Star Trek a causa dei diversi elementi che la serie avrebbe dovuto bilanciare. Lo staff di scrittori include M. Willis, Chris Kula, Ben Rodgers, Ann Kim e David Wright. L'autore di Star Trek David Mack ha prestato la sua opera come consulente così da assicurare che la serie sarebbe risultata coerente con il canone del franchise. McMahan sperava che i riferimenti alla serie animata del 1973 l'avrebbero onorata rendendola "molto più canonica di quanto fosse stata prima".
McMahan decide di ambientare la serie dopo Nemesis a causa del suo amore per la serie del 1987-1994 Star Trek: The Next Generation: Nemesis è un film ambientato nell'era Next Generation. La serie viene infatti chiamata Lower Decks dall'omonimo quindicesimo episodio della settima stagione della serie The Next Generation: Giovani carriere (Lower Decks), che racconta appunto la storia di quattro giovani guardiamarina appartenenti ai "ponti inferiori" dell'Enterprise D e che McMahan sostiene essere il suo episodio preferito in assoluto di tutte le serie di Star Trek. L'episodio è infatti la prima cosa che McMahan ha mostrato al gruppo di autori della serie all'inizio della produzione della stessa. Per Lower Decks McMahan è stato ispirato dalle storie sociali secondarie di The Next Generation, ma ha voluto includere anche elementi di fantascienza e commedia, pensando che la formula dell'animazione potesse permettere questa miscela di toni diversi. Secondo McMahan l'umorismo della serie non sarebbe stato volto a "punzecchiare Star Trek" e che sarebbe stato maggiormente orientato a raccontare delle storie di Star Trek dove i personaggi sono divertenti, aggiungendo che la serie avrebbe compreso scherzi e riferimenti per i fan del franchise che i nuovi arrivati al franchise non avrebbero afferrato, ma avrebbero ugualmente trovato divertenti. La classe California dell'astronave è stata creata specificatamente per la serie come tipologia di astronavi di supporto al lavoro delle astronavi più grandi della Flotta Stellare viste nelle altre serie del franchise. McMahan ha descritto la missione della Cerritos come "Secondo Contatto", cosicché dopo che la Flotta Astrale ha effettuato il Primo Contatto con nuove civiltà, invitandole a unirsi alla Federazione Unita dei Pianeti, l'equipaggio delle astronavi di supporto come la Cerritos possa arrivare per cercare "tutti i posti migliori per mangiare [e per installare] il materiale di comunicazione". Suggerendo inoltre l'idea che queste astronavi di supporto siano sempre state presenti nel franchise, solamente "non erano così importanti da farle apparire sullo schermo prima".

### Design
La serie ha uno stile di animazione similare a quello della serie Rick and Morty. Il design della serie è inteso a riflettere quello dell'era Next Generation di Star Trek, ciò compresi i set, il design delle astronavi, gli angoli di ripresa e i movimenti dei personaggi. McMahan ha spiegato che la troupe ha creato dei confini artificiali entro cui lavorare così da essere sicura che fosse coerente con i film live action, nonostante avesse la possibilità di costruire qualcosa di differente grazie all'animazione. Hanno usato la wiki Memory Alpha e altre fonti di fan di Star Trek per essere sicuri di essere perfettamente allineati con il design originale dell'era Next Generation e gli animatori hanno guardato vari episodi di The Next Generation mentre stavano lavorando alla serie. La maggior parte di questa influenza proveniente dalle serie di Star Trek degli anni novanta come The Next Generation è stata applicata alla Cerritos e alle altre astronavi, mentre il team degli animatori aveva a disposizione una stanza dove dimostrare fino a che punto possa spingere Star Trek con i progetti di pianeti diversi, che Kelly ha descritto come lussureggianti e travolgenti.
Le uniformi dell'equipaggio della Cerritos sono basate su un progetto di costume inutilizzato per il film Generazioni del 1994. Il direttore dell'animazione Barry J. Kelly ha affermato che la Cerritos era stata disegnata per fungere da modello accanto alle altre astronavi già viste nelle serie live action del franchise, con qualche modifica per adattarla allo stile della serie animata. La Cerritos è una versione aggiornata della USS Reliant vista nel film Star Trek II - L'ira di Khan del 1982, che McMahan afferma essere la sua astronave di Star Trek preferita. Le astronavi della classe California presenti nella serie prevedono tutte lo stesso colore delle uniformi, con il giallo per le operazioni, il blu per il personale scientifico e il rosso per il comando. Per gli interni della Cerritos, ovvero pavimenti, pareti, soffitti, elementi dell'inferaccia del computer LCARS dell'era Next Generation, sono stati inclusi nel design. Michael Okuda, che ha disegnato il sistema LCARS per The Next Generation, è stato consultato dallo staff preposto all'animazione della serie in merito al design e al colore delle interfacce LCARS della Cerritos.
Nel giugno del 2019 Kurtzman ha dichiarato che la serie sarebbe stata focalizzata più su nuovi personaggi, ma che c'era anche la possibilità che comparissero alcuni personaggi già visti nelle precedenti serie di Star Trek. Il mese successivo McMahan ha annunciato che il cast principale della serie sarebbe stato composto da alcuni guardiamarina dei "ponti inferiori" della Cerritos e che avrebbero compreso: Tawny Newsome nel ruolo di Beckett Mariner, Jack Quaid in quello di Brad Boimler, Noël Wells in quello di Tendi e Eugene Cordero nel ruolo di Rutherford. L'equipaggio del ponte comando dell'astronave, del quale si potrebbe pensare che "lo show è su di loro, ma così non è", comprende: Dawnn Lewis nel ruolo del capitano Carol Freeman, Jerry O'Connell in quello del comandante Jack Ransom, Fred Tatasciore in quello del tenente Shaxs e Gillian Vigman nel ruolo della dottoressa T'Ana.
L'animazione della serie è stata realizzata dallo studio di animazione indipendente Titmouse, prevedendo Barry J. Kelly quale direttore dell'animazione. Il primo passo dell'animazione prevedeva il disegno di una versione grezza in bianco e nero basata sull'iniziale traccia audio con le voci degli attori. Questi disegni sono quindi stati uniti in una versione animatic degli episodi. L'animazione finale a colori con tutti i dettagli e gli sfondi è stata creata basandosi sulla versione animatic.

### Doppiaggio
Il doppiaggio originale degli episodi è stato effettuato prima del lavoro di animazione, con le voci registrate assieme in quello che McMahan ha definito una "versione radiofonica vecchio stampo degli episodi". Inizialmente gli attori hanno registrato il doppiaggio assieme, come avvenuto ad esempio per Tawny Newsome e Jack Quaid, ma il lavoro si è dovuto arrestare a causa della pandemia da Covid-19. Questa è diventata una delle maggiori sfide della produzione della serie durante la pandemia, con la necessità di utilizzare un equipaggiamento di registrazione a distanza in ogni abitazione degli attori.
Una volta completato il lavoro di animazione, l'ultimo elemento da inserire negli episodi è stato gli effetti sonori. McMahan ha dichiarato che la stessa attenzione applicata all'animazione della serie è stata applicata anche agli effetti sonori, così da rendere omaggio agli elementi ereditati dalle altre serie di Star Trek. I suoni presenti nelle prime serie del franchise sono stati studiati e replicati, compresi quelli per la tecnologia esistente, come ad esempio i rumori dei diversi phaser, i suoni di una chiamata attraverso il comunicatore integrato nel distintivo della Flotta Stellare o il rumore del motore a curvatura. Gli effetti sonori comprendono anche il rumore di fondo delle differenti aree dell'astronave, compreso quello del ponte, dei corridoi e degli alloggi dell'equipaggio. Altri suoni generici sono stati creati, come ad esempio i rumori dei passi dei vari personaggi. Una volta terminato il lavoro, questi suoni sono stati mixati con le registrazioni delle voci e la musica in una traccia finale.

## Colonna sonora
Nel gennaio 2020 Jeff Russo, compositore delle musiche di Star Trek: Discovery e Star Trek: Picard, ha manifestato interesse per comporre anche le musiche di Star Trek: Lower Decks, ma ha sostenuto che non avrebbe potuto farlo a causa del troppo lavoro cui era sottoposto a causa del numero di serie di Star Trek prodotte al tempo stesso. Ha suggerito di prestare il proprio contributo come supervisore al lavoro di altri compositori per Lower Decks così come per altre serie di Star Trek, se Kurtzman glielo chiedesse. In luglio Chris Westlake ha rivelato che sarebbe stato il compositore della serie, avendo già lavorato con McMahan a Solar Opposites.
McMahan ha chiesto a Westlake di comporre una colonna sonora sullo stile tradizionale di Star Trek, ma che si adattasse al ritmo veloce e comico di Lower Decks. Westlake voleva che la musica fosse sincera, ritenendo che sarebbe stato più divertente avere una musica da prendere sul serio che renderla comica. Per questo motivo il tema principale comprende un coro. Westlake ha scritto sei o sette diverse idee per il tema principale della serie, in seguito ridotte a due: un tema più lento e maestoso e uno più energico. Il tema finale scelto è una via di mezzo tra questi due.

## Distribuzione
La prima stagione di Star Trek: Lower Decks è stata presentata il 6 agosto 2020 e la prima stagione composta da 10 episodi è proseguita fino a ottobre. Dato il successo della prima stagione, nel mese di dicembre 2020 la CBS All Access ha confermato la seconda stagione che è andata in onda a partire dal 13 agosto 2021 su Paramount+. Una terza stagione è stata ordinata nell'aprile 2021, mentre nel gennaio 2022 è stata preannunciata la quarta e nel marzo 2023 la quinta, che è stata successivamente confermata come ultima e che è pubblicata a partire dal 24 ottobre 2024.

## Opere derivate

### Star Trek Logs
Dall'11 gennaio 2021 vengono pubblicati sul profilo ufficiale di Star Trek Logs su Instagram gli Star Trek: Discovery Logs. Si tratta di brevi video che riportano i diari personali dei personaggi della serie, con le voci dei relativi attori. La pubblicazione dei Logs avviene in contemporanea all'uscita della terza e quarta stagione della serie.

### Star Trek: Lower Decks Game
Dalla serie è stato tratto il videogioco Star Trek: Lower Decks Game, realizzato dalla East Side Games Studio per Android e per iOS.